# أندريه بورتنوف
أندريه بورتنوف (بالأوكرانية: Андрій Портнов) (مواليد 27 أكتوبر 1973 - 21 مارس 2025) هو سياسي أوكراني ولد في لوهانسك.
في عام 1990 تخرج من المدرسة الثانوية رقم 50 في لوهانسك ومن عام 1991 إلى عام 1992 خدم في الجيش السوفيتي والقوات البرية الأوكرانية.